# Georges Demoor
Georges Demoor (Ieper, 3 december 1946) is een Belgische voormalige voetballer die als verdediger speelde. In het seizoen 1967-1968 speel de hij voor Club Brugge. Nadien speelde hij bij Crossing Schaerbeek in 1ste klasse.
Na zijn voetbalcarrière werkte Demoor tot zijn pensioen als redder in het zwembad van de stad Ieper.